# Model de Niça

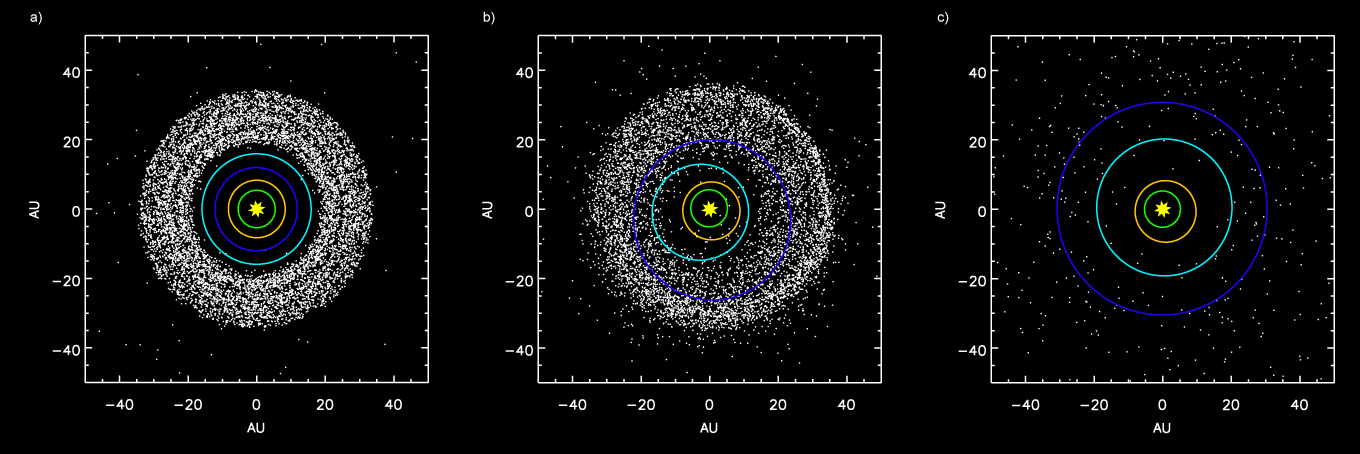
Simulació que mostra els planetes exteriors i el cinturó planetesimal:
a) Configuració inicial, abans que la ressonància Júpiter/Saturn arribés a 2:1.
b) Escampament de planetesimals cap al sistema solar interior després del canvi orbital de Neptú (blau) i Urà (verd).
c) Després de l'expulsió de planetesimals per planetes.

El model de Niça és un escenari sobre l'evolució dinàmica del sistema solar. S'anomena així perquè es va desenvolupar inicialment a una institució universitària de Niça (França). Proposa la migració dels gegants gasosos a partir d'una configuració inicial compacta cap a les seves posicions actuals, molt després de la dissipació del disc protoplanetari de gas. És diferent de models anteriors sobre la formació del sistema solar. Aquesta migració planetària s'utilitza en simulacions dinàmiques del sistema solar per explicar esdeveniments històrics com el Gran Bombardeig Tardà del sistema solar interior, la formació del núvol d'Oort, i l'existència de regions amb cossos menors com el cinturó de Kuiper, els troians de Júpiter i Neptú, i nombrosos objectes transneptunians ressonants dominats per Neptú. El fet que pugui reproduir moltes de les característiques del sistema solar fa que s'accepti àmpliament com al model actual més real de l'evolució inicial del Sistema Solar, encara que no està acceptat per tots els científics planetaris.

## Descripció
El nucli original del model de Niça consistia en tres articles publicats a la revista de ciència general Nature el 2005 per una col·laboració internacional de científics: R. Gomes, Hal Levison, Alessandro Morbidelli i K. Tsiganis. En aquestes publicacions, els quatre autors van proposar que després de la dissipació del gas i la pols del disc primordial del sistema solar, els quatre planetes gegants (Júpiter, Saturn, Urà i Neptú) es trobaven en òrbites gairebé circulars entre ~5,5 i ~17 unitats astròmiques (AU), amb menys espai entre ells i més compactes que en l'actualitat. Un disc dens de planetesimals petits de roca i gel, amb una massa total d'unes 35 masses terrestres, s'estenia des de l'òrbita del planeta gegant més exterior fins a unes 35 ua.